# Lope de Vega

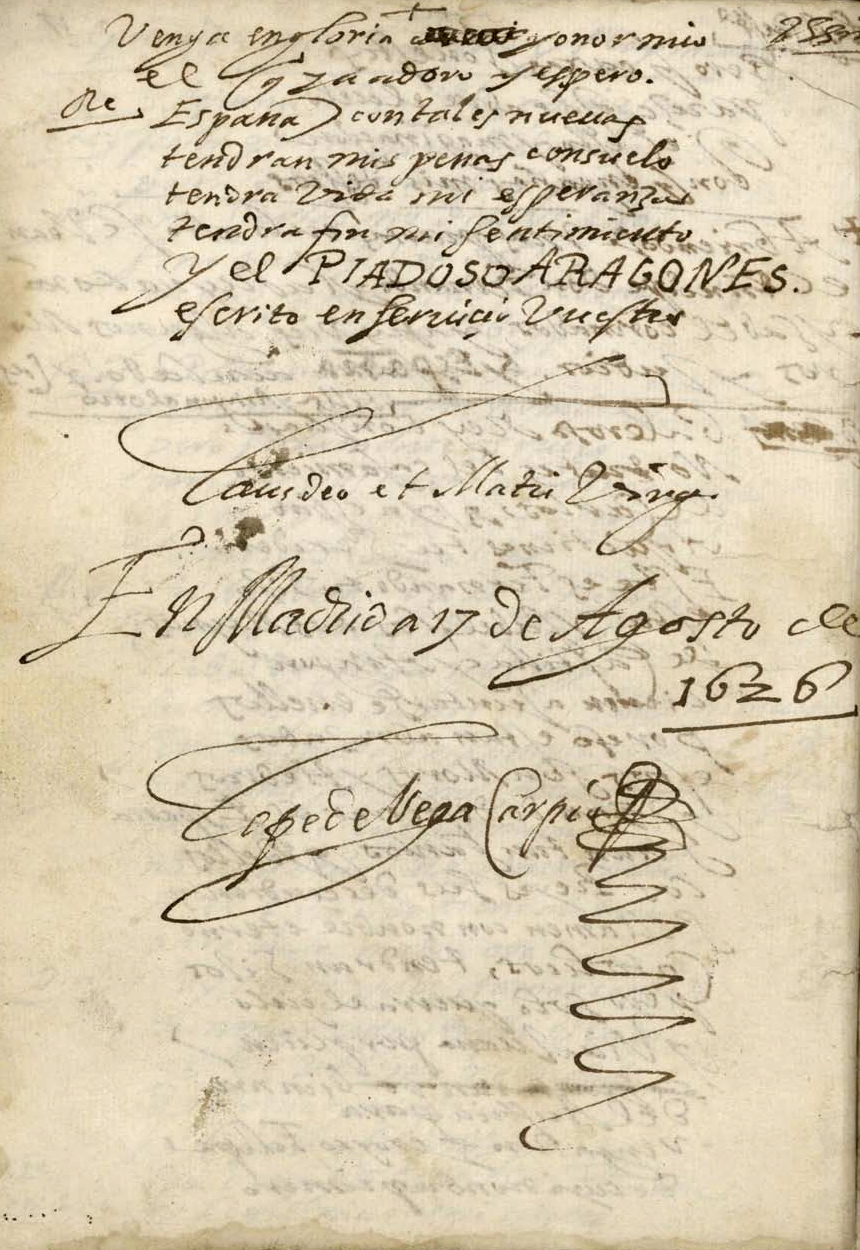
Fragment manuskryptu El piadoso aragonés opatrzony podpisem i datą: Lope de Vega w Madrycie 17 sierpnia 1626

Félix Lope de Vega y Carpio (ur. 25 listopada 1562 w Madrycie, zm. 27 sierpnia 1635 tamże) – hiszpański pisarz, autor 2000 dramatów, z których zachowało się 500, w większości opartych na historii i legendach ludowych, gdzie tragizm splatał się z komizmem, a realizm z fantastyką.
W sposób mistrzowski budował intrygę swoich utworów i portrety bohaterów. Odnowił zasady teatru w okresie, kiedy zapanował barok i dramaty sceniczne stały się popularniejszą dziedziną sztuki. Najważniejszy przedstawiciel literatury Złotego Wieku obok Calderóna, Cervantesa i La Cruz. Przypisuje mu się także około 3000 sonetów, 3 powieści, 4 nowele, 9 epopei, 3 poematy dydaktyczne oraz setki komedii (1800 według Montalbana).
Był przyjacielem pisarzy Francisca de Quevedo i Juana Ruiza de Alarcón, a jego dorobek literacki wzbudzał zazdrość współczesnych mu autorów takich jak Góngora czy Cervantes.

## Życiorys

### Młodość
Félix Lope de Vega y Carpio pochodził z ubogiej rodziny wywodzącej się z kantabryjskiej miejscowości górskiej Valle de Carriedo. Syn Felixa de Vega, hafciarza z zawodu i Franceski Fernández Flórez, o której nie ma dokładnych informacji. Wiadomo natomiast, że po krótkim pobycie w Valladolid jego ojciec przeprowadził się do Madrytu w 1561 roku, prawdopodobnie zwabiony możliwościami, jakie oferowała nowa stolica i królewski dwór. Jednakże sam Lope de Vega utrzymywał, że jego ojciec przybył do Madrytu z powodu pewnej historii miłosnej, aczkolwiek przyszłej małżonce udało się go odzyskać. Dramaturg był zatem owocem pojednania zakochanej pary i zawdzięczał swój żywot uczuciu zazdrości, które tak często analizował w swoich dziełach dramatycznych. 
Był cudownym dzieckiem, czytał po łacinie i kastylijsku mając zaledwie pięć lat, w tym samym wieku układał wiersze. Sam oświadczył, że mając 12 lat pisał komedie Yo las componía de once y doce años / de a cuatro actos y de a cuatro pliegos / porque cada acto un pliego contenía (Pisałem je mając jedenaście, dwanaście lat / cztery akty na czterech arkuszach, bo każdy arkusz zawierał jeden akt). Jego pierwsza komedia, która nie zachowała się do naszych czasów, miała prawdopodobnie tytuł El verdadero amante (Prawdziwy kochanek). Jego wielki talent zaprowadził go do madryckiej szkoły prowadzonej przez poetę i muzyka Vicente Espinela, którego Lope często cytuje z należnym uwielbieniem, np. w sonecie: Aquesta pluma, célebre maestro / que me pusisteis en las manos, cuando / los primeros caracteres firmando / estaba, temeroso y poco diestro... (To pióro, które, o, wielki nauczycielu, włożyłeś w mą dłoń, kiedy lękliwie pierwsze stawiałem niezgrabnie litery…). Kontynuował naukę w jezuickiej szkole, przekształconej później w Colegio Imperial. 
Przez następne 4 lata (1577-1581) kontynuował naukę na Uniwersytecie w Alcalá de Henares, ale nie uzyskał żadnego tytułu. Prawdopodobnie jego rozpasanie i pociąg do kobiet sprawiły, że nie był najlepszym kandydatem do życia kapłańskiego. Znakomici protektorzy zaprzestali opłacania jego studiów, w ten sposób Lope stracił szanse na uzyskanie tytułu uniwersyteckiego. Aby zarobić na życie pracował jako kancelista u arystokratów i ważnych osobistości oraz pisał komedie i sztuki obyczajowe. W 1583 r. zaciągnął się do marynarki i walczył w bitwie pod Terceirą pod dowództwem swojego przyszłego przyjaciela Álvaro de Bazán markiza Santa Cruz de Mudela. Później poświęcił jedną ze swoich komedii synowi markiza.

### Wygnanie
Studiował gramatykę u teatynów i matematykę na Królewskiej Akademii Hiszpańskiej (Academia Real), był także sekretarzem markiza de las Navas, ale od wszystkich tych zajęć odciągały go różne miłosne przygody. Jego pierwszą wielką miłością i muzą była Elena Osforio, która rozstała się z mężem, aktorem Cristobalem Calderonem. Lope płacił za przychylność ukochanej komediami, które pisał dla trupy jej ojca, teatralnego przedsiębiorcy Jeronimo Velazqueza. W 1587 Elena zgodziła się na małżeństwo z rozsądku ze szlachcicem Francisco Perrenotem Granvela, bratankiem wpływowego kardynała Granvela. W odpowiedzi Lope de Vega bezczelnie rozpuścił paszkwile przeciwko niej i jej rodzinie.
Una dama se vende a quien la quiera
en almoneda está. ¿Quieren compralla?
Su padre es quien la vende, que, aunque calla,
su madre la sirvió de pregonera...
/Pewna dama się sprzedaje, temu, kto zechce/jest na aukcji wystawiona. Kto da więcej?/Własny ojciec ją sprzedaje, chociaż milczy/matka za to krzyczy niczym herold/
Naświetlił całą sytuację w komedii Belardo furioso oraz w sonetach i pieśniach pasterskich i mauretańskich, za co został skazany na więzienie. Jako recydywista doczekał się drugiego, sroższego procesu - wyrokiem sądu został skazany na osiem lat oddalenia od królewskiego dworu i dwa lata wygnania z Królestwa Kastylii pod groźbą śmierci, gdyby złamał postanowienia wyroku. Wiele lat później Lope de Vega wspomniał swój związek z Eleną w powieści dialogowej (akcja w prozie – tak nazywał swoje dzieło) Dorotea. Jednak wtedy był już zakochany w Isabel de Alderete y Urbina, z którą ożenił się 10 maja 1588, porwawszy uprzednio pannę młoda (za jej zgodą). W swoich wierszach nazywał ją Belisa - tworząc anagram jej imienia.
29 maja tego samego roku próbował wskrzesić swoją karierę wojskową zaciągając się do Wielkiej Armady, na galeon San Juan. Stworzył wtedy poemat epicki (pisany oktawą) na wzór Ludwika Ariosto La hermosura de Angélica, który nie został zauważony.
W grudniu 1588 po porażce Wielkiej Armady udał się do Walencji, stolicy Turii, po drodze przejechał przez Toledo łamiąc w ten sposób warunki wygnania. Razem z Isabel de Urbina zamieszkał w Walencji, gdzie doskonalił swoją regułę dramatyczną udając się na spektakle genialnych członków Nocnej Akademii (Academia de los nocturnos) takich jak kanonik Francisco Agustín Tárrega, sekretarz księcia de Gandía Gaspar de Aguilar, Guillén de Castro, Carlos Boil i Ricardo de Turia. Nauczył się łamać zasadę jedności akcji opowiadając jednocześnie dwie historie w tym samym dziele, tzw. włoskie imbroglio (splątanie).
Kiedy upłynęły dwa lata wygnania z Królestwa Kastylii, Lope przeprowadził się do Toledo i w 1590 służył u Francisca de Ribera Barroso, późniejszego drugiego markiza Malpica, a następnie u piątego księcia de Alba, Antonio de Toledo y Beamonte. Został dworzaninem na książęcym dworze księcia Alba de Tormes, gdzie mieszkał między 1592 a 1595 r. Tam zapoznał się z teatrem Juana del Encina, od którego zapożyczył i udoskonalił postać błazna. Jesienią 1594 zmarła Isabel de Urbina, prawdopodobnie z powodu gorączki popołogowej. Napisał wówczas powieść pasterską La Arcadia, do której wprowadził liczne wiersze.

### Powrót do Kastylii
W grudniu 1595 r. dobiegł końca ośmioletni wyrok wygnania z królewskiego dworu i Lope powrócił do Madrytu. W tym samym roku znalazł się przed sądem oskarżony o nieślubne pożycie z aktorką Antonią Trillo. W 1598 r. ożenił się z Juaną de Guardo, córką bogatego dostawcy mięsa na królewskie stoły, co stało się pożywką dla pomysłowych kpin (ze strony np. poety Gongory). Juana była prostą kobietą i wszyscy uznali, że ożenił się z nią dla pieniędzy, gdyż tych, w przeciwieństwie do miłości, zawsze mu brakowało. Owocem ich małżeństwa był ukochany syn Lopego, Carlos Félix i trzy córki.
Lope wrócił do pracy na stanowisku osobistego sekretarza u Pedra Fernández de Castro y Andrade, markiza de Sarria i przyszłego hrabiego de Lemos, dla którego napisał epistołę Yo, que tantas veces a sus pies, cual perro fiel, he dormido (Ja, który tyle razy spałem u jego stóp, niczym wierny pies). W 1603 r. przeniósł się do Sewilli. Zakochał się w Micaeli de Luján, którą w swoich utworach nazywał Celią lub Camilą Lucindą. Micaela była piękną kobietą, niestety zamężną i niewykształconą. Ich związek przetrwał do 1608 r. i zaowocował piątką dzieci, z których Marcela (ur. 1606) i Lope Félix (ur. 1607) byli ulubieńcami autora. Po 1608 r. zaginął literacki i biograficzny ślad po Micaeli, rozstanie z nią (jako jedyną z ważniejszych kochanek autora) nie odcisnęło się na dziełach Lopego. 
Przez wiele lat Lope lawirował między dwoma domami i nieznaną liczbą kochanek, w większości aktorek (według akt procesu, który rozpoczęto w 1595 r. za sprawą Antonii Trillo), znane jest imię jeszcze jednej kochanki, Mariny de Aragón. Lope musiał ciężko pracować, aby utrzymać ten styl życia, swoje kochanki oraz pokaźną liczbę dzieci legalnych i spoza małżeństwa. Pisał nieprzerwanie, przede wszystkim poezję i komedie, wiele z nich drukowano bez jego zgody i bez korekty. 
W wieku 38 lat udało mu się poprawić i wydać część swoich dzieł, eliminując błędy z poprzednich edycji. Jako pierwszy profesjonalny przedstawiciel literatury hiszpańskiej procesował się z wydawcami, którzy drukowali jego komedie bez zgody autora. Uzyskał jedynie prawo do wprowadzania poprawek i samodzielnej korekty własnych dzieł.
W 1605 r. rozpoczął służbę u Luisa Fernándeza de Córdoba y de Aragón, księcia de Sessa. Wiele lat później, kiedy przyjął święcenia kapłańskie, dalej pracował u księcia jako sekretarz i prywatny stręczyciel, za co jego własny spowiednik odmówił mu rozgrzeszenia. 
W 1609 r. wydał Arte nuevo de hacer comedias, doniosłe dzieło na temat teorii teatru, sprzeciwiające się regułom Arystotelesa oraz wstąpił do Cofradía de Esclavos del Santísimo Sacramento (Bractwa Niewolników Najświętszego Sakramentu) działającego przy zgromadzeniu Caballero de Gracia, do którego należeli prawie wszyscy ważniejsi madryccy pisarze, m.in. Francisco de Quevedo, bliski przyjaciel Lopego i Miguel de Cervantes. Stosunki z tym ostatnim były napięte z powodu antylopeskich aluzji obecnych w pierwszej części Don Kichota z La Manchy. Rok później Lope dołączył do zgromadzenia przy ulicy Olivar.

### Kapłaństwo

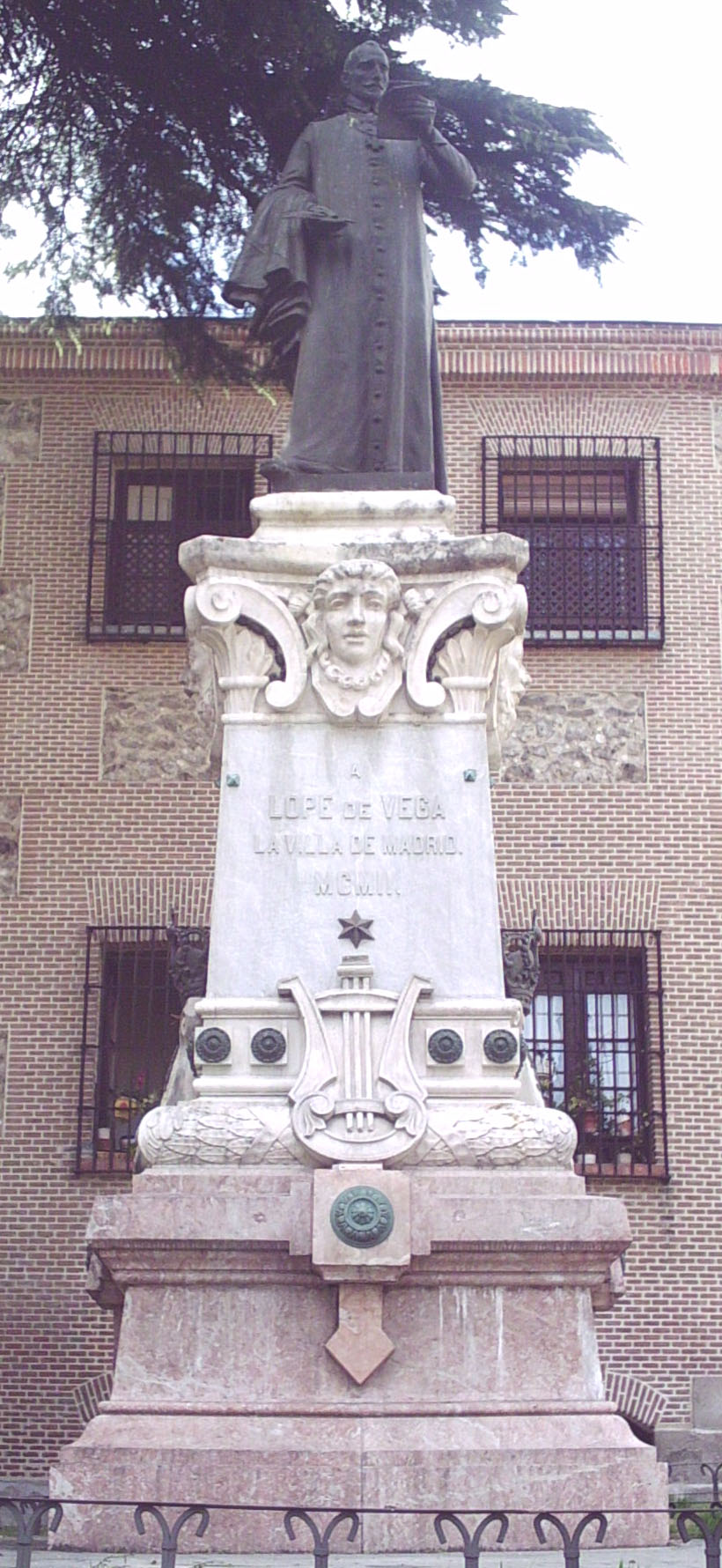
Pomnik Lopego w stroju kapłana (Madryt)

W tym okresie Lope przeżywał prawdziwy kryzys egzystencjalny, być może to śmierć najbliższych krewnych skłaniała go coraz bardziej ku szatom kapłańskim. Na ten wewnętrzny głos odpowiada utworami Rimas sacras i licznymi dziełami o teamtyce religijnej i filozoficznej. W 1612 r. Carlos Félix zmarł na febrę, a 13 sierpnia następnego roku chorowita Juana de Gaurdo zmarła rodząc córkę Felicianę. Te nieszczęścia bardzo dotknęły Lopego i 24 maja 1614 r. zdecydował się przyjąć święcenia kapłańskie. Lope głęboko rozmyśla nad swoim życiem i dochodzi do niepokojących wniosków: Yo he nacido en dos extremos, que son amar y aborrecer; no he tenido medio jamás... Yo estoy perdido, si en mi vida lo estuve, por alma y cuerpo de mujer, y Dios sabe con qué sentimiento mío, porque no sé cómo ha de ser ni durar esto, ni vivir sin gozarlo... (1616)
Jest to wyznanie Don Juana, nie tak diaboliczne jak u mitycznego bohatera, za to bardziej ludzkie i skruszone. Emocjonalny kryzys i skrucha obecne są w zbiorze Rimas sacras (1614), gdzie czytamy: Si el cuerpo quiere ser tierra en la tierra / el alma quiere ser cielo en el cielo (Jeśli ciało chce być ziemią na ziemi / dusza chce być niebem w niebie) niewyzwolony dualizm stanowi esencję jego dzieła.

### Ostatnie lata

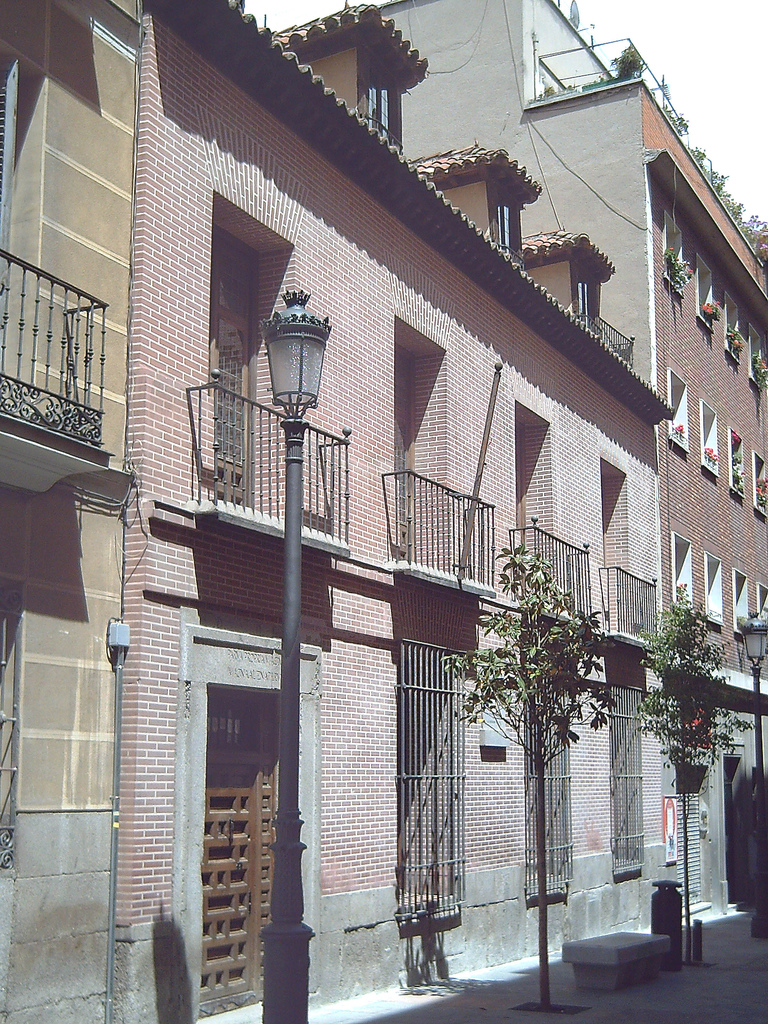
Madrycki dom, w którym Lope mieszkał od 1610 r. aż do swojej śmierci w 1635 r.

Na kilka lat przed śmiercią Lope de Vega zakochał się w Marcie de Nevares, co można było uznać za obrazę boską ze względu na jego stan kapłański. Była to piękna kobieta o zielonych oczach – tak opisuje ją poeta w poświęconych ukochanej wierszach i Novelas nadając jej pseudonimy: Amarilis i Marcia Leonarda. W tym okresie Lope tworzył poezję o tematyce humorystycznej i filozoficznej, odnajdując się w postaci groteskowego poety heteronima Tomé de Burguillos. Często oddawał się pogodnym rozważaniom na temat starości oraz swoich młodzieńczych lat. Ta tematyka pojawia się w romancach, takich jak popularne barquillas – utwory będące alegorią łódki zmagającej się ze wzburzonym morzem.
Ostatnie lata Lopego, pomimo względów jakimi cieszył się u króla i papieża, nie były szczęśliwe – naznaczyło je pasmo rodzinnych tragedii. Ciosem dla autora była ślepota Marty (1626), a następnie jej utrata zmysłów i śmierć w 1626 r. Lope Félix, syn autora i Micaeli de Lujàn i tak jak ojciec poeta, utopił się w 1634 roku łowiąc perły w pobliżu wyspy Margarity. Ukochana córka autora, Antonia Clara została uprowadzona przez swojego narzeczonego, szlachcica, który, o ironio, nosił nazwisko Tenorio. Feliciana, w tamtych latach jego jedyna córka z prawego łoża, urodziła dwójkę dzieci: córka wstąpiła do zakonu, a syn, Luis Antonio de Usategui y Vega, zginął w Mediolanie, na służbie u króla. Marcela, córka spoza małżeństwa, była jedynym dzieckiem Lopego, które go przeżyło.
Lope de Vega zmarł 27 sierpnia 1635 r., jego śmierć gorzko opłakiwało wielu Hiszpanów. Dwustu autorów napisało na jego cześć utwory pochwalne, które następnie opublikowano w Madrycie i Wenecji. Już za życia jego dzieła nabrały niemal mitycznego charakteru. Wyrażenie es de Lope (to jest Lopego) stało się popularną definicją wysokiej jakości a zarazem utrudniło właściwe przypisywanie dzieł autorowi. Uczeń Lopego, Juan Pérez de Montalbán, ironizuje na temat tego powiedzenia w utworze Fama póstuma a la vida y muerte del doctor frey Lope de Vega Carpio (Madryt, 1636), w którym pewien mężczyzna widząc wspaniały pogrzeb wypowiada słowa es de Lope, na co Montalbán odpowiada udało mu się dwa razy. Cervantes, mimo antypatii jaką darzył autora, nazwał go wybrykiem natury odnosząc się do niezwykłej płodności literackiej autora, chociaż to wyrażenie może także oznaczać osobę bardzo zazdrosną i zawistną.

## Polskie wydania
- Don Felix de Mendoza kawalerzysta kastylijski. Komedyja w 5 aktach (Guardar y guardarse. Comedia famosa; 1650, wyd. pol. 1830 - anonimowe tłumaczenie z francuskiego),
- Komedye wybrane: Kara - nie zemsta; Najlepszym sędzią król; Gwiazda Sewilska (Castigo sin venganza; El mejor alcade, el rey; La estrella de Sevilla; kolejno:1631, 1620, 1623, wyd. pol. 1881),
- Owcze źródło (Fuente Ovejuna; 1611, wyd. pol. 1916, wyd. 2 1954),
- Dziewczyna z dzbankiem: Dramat w trzech aktach (Moza de cántaro; 1627, wyd. pol. 1954),
- Młyn: Komedia w trzech aktach (El molino; 1645, wyd. pol. 1954),
- Wędka Feniksany: Komedia w trzech aktach (El anzuelo de Fenisa; 1619, wyd. pol. 1955).
- Pies ogrodnika (El perro del hortelano; 1613, wyd. pol. 1956),
- Peribáñez i Komandor (Peribáñez y el Comendador de Ocaña; 1610, wyd. pol. 1976),
- Nowele dla Marcii Leonardy (Novelas a Marcia Leonarda; 1621-24, wyd. pol. 1981),
- Rycerz z Olmedo. Na niby - naprawdę (El caballero de Olmedo; 1620, wyd. pol. 2007),
- Nowa sztuka pisania komedii w dzisiejszych czasach (Arte nuevo de hacer comedias en este tiempo; 1609, wyd. pol. 2008).